# A Peregrinação do Rapaz Sem Cor
A Peregrinação do Rapaz Sem Cor (Japonês: 色彩を持たない多崎つくると、彼の巡礼の年, Hepburn: Shikisai o motanai Tazaki Tsukuru to, kare no junrei no toshi) é o décimo terceiro romance do escritor japonês Haruki Murakami. Publicado a 12 de abril de 2013 no Japão, vendeu um milhão de cópias num mês.
O romance é um Bildungsroman realista que conta a história do engenheiro ferroviário japonês Tsukuru Tazaki. Quando o seu grupo próximo de amigos abruptamente corta todas as relações com ele, um jovem Tsukuru fica deprimido e sem respostas. Anos mais tarde, Tsukuru tenta reconciliar com os seus antigos amigos, embarcando numa jornada pela verdade e numa peregrinação pela felicidade.
Chegou aos best-sellers da lista de BookScan,NPR,, e do The New York Times na categoria de "Ficção de Capa dura".

## Enredo
Tsukuru Tazaki é um homem de 36 anos cujos traços definidores são o seu amor por estações de comboios e que os amigos de infância coletivamente decidiram acabar com a sua amizade com ele durante o seu segundo ano na universidade. Ele vive agora em Tóquio e começou a sair com uma nova namorada, Sara Kimoto, que trabalha numa agência de viagens. Ele explica-lhe a sua situação durante o jantar, falando sobreNagoia e dos seus amigos do secundário que se chamavam Ao, Aka, Shiro e Kuro (japonês para: azul, vermelho, branco e preto), alcunhas baseadas na cor do seu apelido, ao contrário do seu "sem cor". Ele costumavam fazer tudo juntos com os cinco dígitos de uma mãe. Um dia, ele recebeu uma chamada dos seus amigos onde eles anunciaram que ele não o queriam ver mais ou associarem-se a ele, deixando-o emocionalmente destroçado.
Depois de ele superar essa perda e os seus impulsos suicidas, Tsukuru tornou-se amigo de Haida (cujo nome contem "cinza) na universidade. Eles começaram a fazer tudo juntos e ouviam música clássica como Années de pèlerinage de Franz Liszt. Numa tarde, Haida contou-lhe uma história estranha do seu pai: quando ele era um estudante universitário, ele tirou um ano dos seus estudos e trabalhou numa pousada isolada de fontes termais onde ele conheceu um homem que se chamava de Midorikawa (cujo nome contem "verde"), um pianista de jazz de Tóquio que era incrivelmente talentoso. Midorikawa contou ao pai de Haida uma história estranha sobre ele: um mês atrás, ele aceitou voluntariamente um "símbolo de morte" condenando-o a morrer dois meses depois a não ser que ele o passasse a outro voluntário, mas apesar do seu talento ele estava cansado da sua vida: esta experiência de quase-morte tinha-lhe aberto "as portas da perceção", fazendo as suas últimas semanas mais incríveis que as décadas que eles estava a deixar, e também o fez capaz de ver a cor da aura das pessoas. Durante estes contos, Tsukuru por vezes sentiu uma espécie de confusão entre si, Haida, o pai de Haida, e Midorikawa. Mais tarde nessa noite, enquanto Haida dormia no seu sofá, Tsukuru teve um estranho sonho erótico envolvendo tanto Shiro como Kuro, que então se fundiram e se transformaram em Haida antes do climax. Tsukuru perguntou-se se tudo aquilo era um sonho, e Haida não apareceu para o próximo semestre. Tudo que tinha deixado para trás foi um set em caixa dos Anos de Peregrinação que ele tinha emprestado a Tsukuru.
Sara afirma que se ele quer progredir na sua relação atual, ele precisa de descobrir o que aconteceu para puder seguir emocionalmente. Visto que Tsukuru não usa a Internet, ela concorda em ajudar-lo no início da sua jornada de encerrar a questão dos seus amigos. Depois de usar o Google e o Facebook para localizar os antigos amigos, ele atualiza Tsukuru dos seus paradeiros atuais e até lhe trata dos bilhetes de viagem.
Tsukuru primeiro viaja para a sua cidade natal de Nagoya e encontra-se com Ao, o antigo jogador de futebol americano e trabalha agora num concessionário da Lexus. De um Ao, apologético, ele aprende que Shiro acusou Tsukuru de violação, levando todas as comunicações entre os amigos a acabarem. Shiro eventualmente tornou-se numa professora de piano, mas seis anos atrás ela foi encontrada estrangulada num caso de homicídio por resolver. No dia seguinte, Tsukuru combina encontrar-se com Aka, agora um treinador corporativo. Um homem bem sucedido mas infeliz, Aka diz-lhe que a história de Shiro não fazia sentido na altura, e que Shiro parecia ter perdido o seu amor pela vida muito antes de morrer. Aka tem os seus problemas, tendo tardiamente percebido depois de um casamento falhado que era gay, e sentindo rejeição das pessoas de Nagoia, incluindo Ao, que não gostava do seu negócio um pouco suspeito, usando métodos psicológicos usados pelos Nazis. Tsukuru tranquiliza Aka que ele ainda se preocupa com ele e vai-se embora.
De volta ao trabalho em Tóquio, Tsukuru e o seu colega Sakamoto visitam um chefe de estação cujo conto estranho o lembra da história de Haida. Depois de falar acerca das suas descobertas com Sara, Tsukuru decide que ele quer saber o resto da história. Para isso ele tem que visitar o único membro sobrevivente do seu grupo de amigos, Kuro, que vive agora na Finlândia com duas filhas. Enquanto se prepara para a visita, Tsukuru vai comprar presentes para as filhas de Kuro e vê Sara com as mãos dadas com um homem de meia idade, sorrindo de uma maneira que nunca fez quando com Tsukuru. Cheio não com ciúmes mas com tristexa, Tsukuru voa para a Finlândia. Em Helsínquia, ele tem a ajuda da amiga de Sara, Olga, para localizar Kuro para uma visita sem aviso. No dia seguinte ele conduz até Hämeenlinna, a terra rural onde ela tem a sua casa de férias. Ele conhece primeiro marido dela, um ceramista finlandês Edvard Haatainen. Quando ela chega com as suas filhas, Edvard leva as filhas ás compras.
Tsukuru fica sozinho com Kuro, agora uma artista de cerâmica. Eri prefere dispensar os apelidos e explica que Shiro estava mentalmente doente. A acusação de violação era uma fabricação, mas ele foi cortado como uma maneira de não contradizer frontalmente Shiro para a permitir lidar com os seus problemas. Eri revela que ela estava apaixonada com Tsukuru, o que teve um papel na acusação, mas também que Shiro foi realmente violada e que teve um aborto, e desenvolveu anorexia como uma maneira de nunca engravidar outra vez. Eri não lhe disse nada, sentindo-se um pouco rejeitada por ele por nunca reparar nos seus sentimentos verdadeiros, mas maioritariamente para evitar uma confrontação com Shiro. Tsukuru foi sacrificado para proteger Shiro porque o grupo acreditava que ele era o mais forte emocionalmente e que conseguia lidar com o banimento. Estas revelações redentoras dão a mentira à perceção própria de Tsukuru de ser simples e sem cor.
Tsukuru volta ao Japão com um homem mais sábio. Ele pondera se Shiro se tinha virado contra ele, como ele foi primeiro a deixar o grupo de cinco amigo, como um ataque preventivo pois ela não podia aguentar o pensamento de que os seus membros se iam inevitavelmente separar de qualquer maneira. Contra os conselhos de Kuro, ele decide pressionar Sara sobre se ela anda a sair com outra pessoa. Sara diz que precisa de três dias para responder. Depois de uma confissão noturna do seu amor por chamada, o romance acaba com Tsukuru ainda à espera.

## Personagens

#### Tsukuru Tazaki
Tsukuru Tazaki (多崎 つくる (escrito como 多崎 作 no registo familiar), Tazaki Tsukuru), o protagonista. O seu nome é um homófono de "Fazer ou construir" e o seu apelido não contem nenhum símbolo de cor. A idade atual da personagem é 36. Solteiro. Gosta de estações de comboio desde a infância, e agora trabalha a projetar estações de comboio numa companhia ferroviária em Tóquio.

#### Eri Kurono Haatainen
Eri Kurono (黒埜 恵里, Kurono Eri), era uma amiga do secundário de Tsukuru, a sua alcunha era Kuro ou "Preto" (o seu apelido significa "Prado Preto". Agora uma artista de cerâmica, ela casou-se com Edvard Haatainen, um finlandês que veio ao Japão para aprender sobre cerâmica, então ela mudou-se para a Finlândia como Eri Kurono Haatainen (エリ・クロノ・ハアタイネン) e tem agora duas filhas.

#### Yuzuki Shirane
Yuzuki Shirane (白根 柚木, Shirane Yuzuki), era uma amiga do secundário de Tsukuru, a sua alcunha era Shiro ou "Branco" (o seu apelido significa "Raiz Branca"). Ela tornou-se professora particular de piano e viveu em Hamamatsu, antes de ser mortalmente estrangulada num caso por resolver à seis anos.

#### Kei Akamatsu
Kei Akamatsu (赤松 慶, Akamatsu Kei), era um amigo do secundário de Tsukuru, a sua alcunha era Aka ou "Vermelho" (o seu apelido significava "Pinho Vermelho"). Agora um vendedor de seminários ainda em Nagoia, ele tem um negócio bem sucedido que oferece treino de empregados a grandes empresas na área. Um homossexual reprimido, ele sente-se sufocado em Nagoia.

#### Yoshio Oumi
Yoshio Oumi (青海 悦夫, Oumi Yoshio), era um amigo do secundário de Tsukuru, a sua alcunha era Ao ou "Azul" (o seu apelido significa "Mar Azul"). Agora um vendedor de carros ainda em Nagoia, ele vende o carro de luxo da Toyota, Lexus.

#### Sara Kimoto
Sara Kimoto (木元 沙羅, Kimoto Sara), o interesse amoroso atual de Tsukuru, o seu nome significa "árvore de shorea" e o seu apelido "Debaixo da árvore" (ou base da árvore" como um não-nome). Dois anos mais velha que Tsukuru, ela vive em Tóquio e trabalha numa agência de viagens.

#### Fumiaki haida
Fumiaki Haida (灰田 文紹, Haida Fumiaki), um dos poucos amigos de universidade de Tsukuru, o seu apelido significa "Arrozal Cinza". Dois anos mais novo que Tsukuru, ele desapareceu da universidade antes do início do novo semestre.

#### Pai de Haida
O pai de Haida era um professor universitário. Nos anos 60, ele tirou uma licença da escola para viajar pelo Japão e fazer biscates. Enquanto trabalhava como faz-tudo numa pequena pousada de fontes termais, ele conheceu Midorikawa, cujo conto estranho foi mais tarde contado ao seu filho.

#### Midorikawa
Midorikawa (緑川), um pianista de jazz de Tóquio, o seu apelido significa "Rio Verde". Segundo o conto do pai de Haida, ele só tocava depois de colocar um pequeno saco no piano, carregando um fardo mortal, e podia ver a cor da aura das pessoas.

#### O chefe da estação
Ele explicou a Tsukuru que muitas coisas estranhas se perdem e são encontradas na sua estação de comboios. Uma delas foi um frasco de formaldeído que continha dois "sexto dedos" cortados.

#### Sakamoto
Um jovem colega de Tsukuru. Apesar do seu trabalho, a sua outra paixão é genética.

#### Olga
Uma jovem amiga e colega de Sara. Uma finlandesa energética que trabalha numa agência de viagens de Helsínquia. Ela ajuda Tsukuru na Finlândia.

#### Edvard Haatainen
O marido de Eri. Um artista de cerâmica finlandês. Tsukuru conhece-o enquanto a sua mulher e filhas estão fora.

#### As duas filhas de Eri e Edvard
Cerca de 3 e 6 anos. A mais velha chama-se Yuzu em memória da falecida amiga de Eri.

## História da publicação

### Publicação original

#### Prepublicação
A 16 de fevereiro de 2013, a editora Bungeishunjū anunciou que o novo romance de Haruki Murakami seria publicado em abril. A 15 de março, o título "A Peregrinação do Rapaz Sem Cor" e a data de lançamento de 12 de abril foram revelados.
As pré-vendas começaram nesse dia, e as vendas chegaram às 10 mil cópias na Amazon.co.jp em 11 dias. Demorou menos um dia que o seu antecessor, 1Q84, a tornar-se no livro mais rapidamente vendido na Amazon.co.jp. A editora preparou 300,000 cópias, o maior número de cópias da primeira edição de um livro de capa dura na história da editora. Além disso, o número de cópias a serem impressas durante as três tiragens antes da data de lançamento era esperado chegar ás 450,000 cópias.
Antes do lançamento do livro, declarações como as mensagens de Haruki Murakami a 28 de fevereiro e 15 de março, foram lançadas para transmitir fragmentos de informação durante as sete declarações. No entanto, detalhes do romance não foram revelados. Além disso, galés, normalmente dadas a outros críticos, jornais, e livrarias antes da publicação, não foram criadas. O conhecimento do conteúdo do livro foi limitado a um pequeno número de pessoas.

#### Pós-publicação
Com a data de lançamento do livro a ser anunciado com meia-noite na sexta-feira de 12 de abril de 2013, as livrarias noturnas em Tóquio metropolitano que deveriam começar a vender o livro ás 0:00h tiveram longas linhas de mais de 150 pessoas. Sete dias após o lançamento, o livro tinha sido impresso 8 vezes para um total de mais de um milhão de cópias impressas, supostamente vendidas durante o próximo mês. Em novembro, a firma de informação de ponto-de-venda Oricon certificou 985,000 cópias vendidas.

## Receção
A receção crítica foi em geral positiva, com algumas respostas mistas. O agregador de críticas iDreamBooks dá-lhe uma meta-score de 73% de 61 críticas (48 positivas, 13 negativas) e 868 avaliações de utilizadores (76% positivas). Complete Review resumiu 20 artigos de imprensa como, "Sem nenhum real consenso; muitos acham-o vencedor, muitos irritados por haver muito sobre isso/escrita de Murakami" (além da sua própria avaliação, "B+: tipicamente profundidade rasa Murakamiana, mas desce muito bem e fácil"). Kirkus Reviews incluiu o romance na sua lista de melhores livros de 2014, descrevendo-o como "Outra tour de force do maior romancista do Japão." Na crítica do romance para o The New York Times, Patti Smith escreveu "Este é um livro para tanto o leitor novo como o leitor experiente. Tem uma casualidade estranha, como se se tivesse desdobrado à medida que Murakami o escrevia; por vezes, parecia como que uma prequela a toda uma outra narrativa... Uma troca da pele de Murakami. Não é "Blonde on Blonde", é "Blood on the Tracks." Avaliando o romance para a NPR, Meg Wolitzer escreveu: "O mistério do Tsukuru sem cor é resolvido antes do fim, mas o mistério do feitiço que o grande Murakami lança sobre os seus leitores, eu incluída, fica, como sempre, por resolver. O romance é como uma adivinha, um puzzle, ou talvez, na verdade, como um haiku: cheio de beleza, estranheza, e cor, com milhares de sílabas." Para o The Washington Post, Marie Arana chamou-o de "um romance profundamente afetante, não só pelos cantos e recantos escuros que explora, mas pela magia que se entranha nos subconscientes das personagens, pelas distâncias que ele vão para proteger ou danificar outro, pelas caracterizações brilhantes que entrega pelo caminho ... Murakami pode pastorear os problemas de um grande mundo e ainda se preocupar com os poucos detalhes preciosos. Ele pode estar a levar-nos mais fundo e fundo numa modernidade fraturada e os seus habitantes inquietos, mas ele está sempre alerta ás mentes e corações, pelo que, precisamente, eles sentem e veem, e ao espírito duradouro e idôneo da humanidade."
Outras críticas foram mistas. The Guardian concluiu: "Embora tão hábil como sempre na criação de uma ambiguidade Kafkiana e atmosfera, ele lamentavelmente escolhe deixar a maioria dos seus mistérios por resolver. Mesmo assim, seria uma grande vergonha se, como com Updike, as palavras "prémio Nobel" em última instância apareceram apenas na sua ficção em vez do seu CV."

## Prémios e honras
- 2014: Prêmio Mau Sexo em Ficção, lista[24]
- 2014: Livro Notável do Ano do The New York Times, um de 100
- 2015: Prémio de Ficção Estrangeira do The Independent,lista[25]

## Na cultura popular
No primeiro episódio da temporada 2 da série da FX, The Bear, a personagem Richie leu o romance e descreve o seu enredo no seu discurso sobre procurar por um propósito.

### Citações
1. 1 2  «When it comes to publishing Haruki Murakami in English, nothing is lost in translation - AJW by The Asahi Shimbun». web.archive.org. 13 de outubro de 2014. Consultado em 19 de setembro de 2023
2. ↑  «Murakami's 'Colorless Tsukuru Tazaki' tops U.S. bestsellers list | Reuters». web.archive.org. 23 de dezembro de 2015. Consultado em 19 de setembro de 2023
3. ↑  «NPR Bestsellers: Hardcover Fiction, Week Of August 21, 2014 : NPR». web.archive.org. 26 de agosto de 2014. Consultado em 19 de setembro de 2023
4. ↑  «Hardcover Fiction Books - Best Sellers - Books - Aug. 31, 2014 - The New York Times». The New York Times (em inglês). ISSN 0362-4331. Consultado em 19 de setembro de 2023
5. ↑  «Haruki Murakami's new work to be published in April». Yomiuri Simbun (em japonês). 18 de fevereiro de 2013. Consultado em 21 de setembro de 2023 [ligação inativa]
6. ↑  «村上春樹さん新作は「色彩を持たない多崎つくると、彼の巡礼の年」　４月１２日発売 - MSN産経ニュース». web.archive.org. 11 de abril de 2013. Consultado em 21 de setembro de 2023
7. ↑  «Murakami's new novel will be released April 12th! The mystery of 'Colorless' 'Tsukuru Tazaki' 'Pilgrimage' Special Feature». 11 de abril de 2013. Consultado em 21 de setembro de 2023. Arquivado do original em 1 de dezembro de 2013
8. ↑  «村上春樹さん「色彩を持たない多崎つくると、彼の巡礼の年」　新作をめぐる熱狂＋（1/2ページ） - MSN産経ニュース». web.archive.org. 19 de abril de 2013. Consultado em 21 de setembro de 2023
9. ↑  «村上春樹さん新作を発売　３年ぶり、既に５０万部 - MSN産経ニュース». web.archive.org. 19 de abril de 2013. Consultado em 21 de setembro de 2023
10. ↑  «村上春樹さん「書いているうちに長編になった」　新作でメッセージ - MSN産経ニュース». web.archive.org. 11 de abril de 2013. Consultado em 21 de setembro de 2023
11. ↑  «Top secret mysterious contents of Haruki's new work, 500,000 copies sold before the release». web.archive.org. 12 de abril de 2013. Consultado em 21 de setembro de 2023
12. ↑  «秘密主義徹底の村上春樹の新作 謎の多さに書店も大わらわ». NEWSポストセブン (em japonês). Consultado em 21 de setembro de 2023
13. ↑  «Haruki Murakami's new work goes on sale at midnight, fans excited». web.archive.org. 28 de abril de 2013. Consultado em 21 de setembro de 2023 [ligação inativa]
14. ↑  «The Haruki effect, a classic piece appeared in the novel, sold out». web.archive.org. 28 de abril de 2013. Consultado em 21 de setembro de 2023 [ligação inativa]
15. ↑  «書店員は村上春樹をどう売るのか？：日経ビジネスオンライン». web.archive.org. 8 de agosto de 2014. Consultado em 21 de setembro de 2023
16. ↑  «Murakami's "Colorless Tazaki" becomes bestseller for 2013 | Kyodo News». web.archive.org. 8 de fevereiro de 2014. Consultado em 21 de setembro de 2023
17. ↑  «Colorless Tsukuru Tazaki and his Years of Pilgrimage: A novel by Haruki Murakami - Reviews & Ratings | iDreamBooks». web.archive.org. 2 de abril de 2015. Consultado em 21 de setembro de 2023
18. 1 2  «Colorless Tsukuru Tazaki and His Years of Pilgrimage - Murakami Haruki». www.complete-review.com. Consultado em 21 de setembro de 2023
19. ↑  COLORLESS TSUKURU TAZAKI AND HIS YEARS OF PI… | Kirkus Reviews (em inglês). [S.l.: s.n.]
20. ↑  Smith, Patti (5 de agosto de 2014). «Deep Chords: Haruki Murakami's 'Colorless Tsukuru Tazaki and His Years of Pilgrimage'». The New York Times (em inglês). ISSN 0362-4331. Consultado em 21 de setembro de 2023
21. ↑  «Book Review: 'Colorless Tsukuru Tazaki and His Years of Pilgrimage,' By Haruki Murakami : NPR». web.archive.org. 4 de setembro de 2016. Consultado em 21 de setembro de 2023
22. ↑  Arana, Marie (15 de abril de 2023). «Review: 'Colorless Tsukuru Tazaki and His Years of Pilgrimage,' by Haruki Murakami». Washington Post (em inglês). ISSN 0190-8286. Consultado em 21 de setembro de 2023
23. ↑  Lawson, Mark (6 de agosto de 2014). «Colorless Tsukuru Tazaki and His Years of Pilgrimage by Haruki Murakami – review». The Guardian (em inglês). ISSN 0261-3077. Consultado em 21 de setembro de 2023
24. ↑  «Jonathan Beckman - Twitching Fairy Penguin». Literary Review (em inglês). 21 de setembro de 2023. Consultado em 21 de setembro de 2023
25. ↑  «Independent Foreign Fiction Prize 2015 - shortlist announced | Book Trust». web.archive.org. 20 de fevereiro de 2016. Consultado em 21 de setembro de 2023